# HMS Gurkha (1960)
HMS Gurkha, później KRI Wilhelmus Zakarias Yohannes – brytyjska fregata typu 81 (Tribal) z okresu zimnej wojny. Służyła w marynarce brytyjskiej (Royal Navy) w latach 1963–84, nosząc numer burtowy F122. Następnie została sprzedana Indonezji, gdzie służyła od 1985 do 2000 roku jako „Wilhelmus Zakarias Yohannes” (nr burtowy 332).

## Budowa
HMS „Gurkha” należał do siedmiu fregat brytyjskiego typu 81, nazwanego typem Tribal, ponieważ należące do niego okręty nosiły nazwy wojowniczych ludów lub plemion, po niszczycielach typu Tribal z II wojny światowej oraz wcześniejszego z I wojny światowej. Stanowiły one pierwszą brytyjską próbę skonstruowania fregaty wielozadaniowej.
Stępkę pod budowę „Gurkha” położono 3 listopada 1958 roku w stoczni John I. Thornycroft & Company w Woolston (część Southampton), jako trzeciego okrętu typu. Okręt otrzymał nazwę od ludu Gurkhów jako piąty brytyjski okręt. Kadłub wodowano 11 lipca 1960 roku. Okręt przyjęto do służby w marynarce brytyjskiej 13 lutego 1963 roku. Koszt budowy wynosił 4 865 000 funtów szterlingów. Otrzymał numer burtowy F122.

## Opis

### Kadłub i napęd

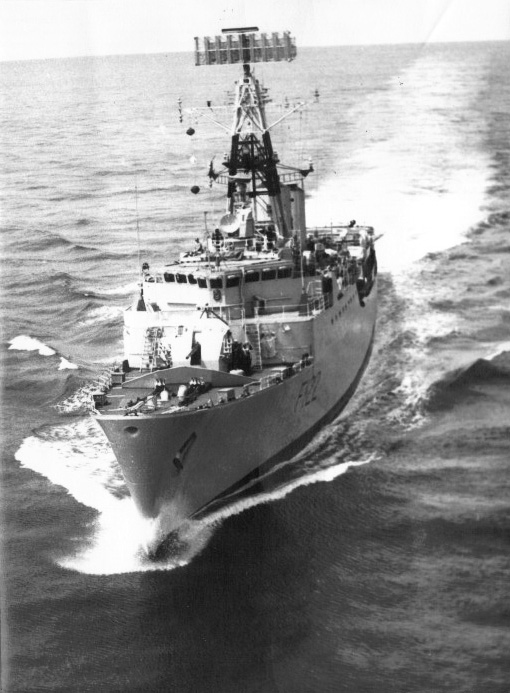
„Gurkha” w latach 60.

Wyporność standardowa okrętów typu 81 wynosiła 2300 długich ton (ts), a pełna 2700 ts. Długość wynosiła 109,7 m, a na linii wodnej 106,7 m. Szerokość wynosiła 12,9 m. Zanurzenie wynosiło 4,04 m, a największe, wraz ze śrubą, 5,33 m.
Załoga składała się z 253 osób, w tym 13 oficerów. W latach 90. w służbie indonezyjskiej załoga liczyła 267 osób, w tym 24 oficerów.
Siłownia okrętowa była w układzie COSAG i składała się z marszowej turbiny parowej z przekładnią  redukcyjną i turbiny gazowej mocy szczytowej, wyprodukowanych przez firmę Metrovick (Metropolitan Vickers, późniejsza AEI). Turbina parowa rozwijała moc 12 500 shp) (9321 kW), a parę dla niej dostarczał jeden kocioł Babcock & Wilcox Y100 (Y111A), o ciśnieniu pary 49 atmosfer i temperaturze 510° C. Turbina gazowa Metrovick G-6 rozwijała moc ok. 7500 shp (5600 kW). Obie turbiny za pośrednictwem sprzęgła SSS napędzały jedną pięciołopatową śrubę o stałym skoku i średnicy 3581 mm. Siłownia umieszczona była w trzech sąsiadujących przedziałach: w pierwszym kocioł, w drugim obie turbiny (parowa w osi kadłuba, a gazowa po prawej burcie), a w trzecim przekładnia redukcyjna, a także dwa turbogeneratory. Napęd pozwalał na osiągnięcie prędkości maksymalnej 27 węzłów. Prędkość na samej turbinie gazowej wynosiła 17 węzłów. Zasięg maksymalny faktycznie wynosił 4500 mil morskich przy prędkości ekonomicznej 12 węzłów. Zapas paliwa płynnego wynosił 400 ts.

### Uzbrojenie
Główne uzbrojenie artyleryjskie stanowiły dwie armaty uniwersalne kalibru 114 mm (4,5 cala) QF Mk 4 w dwóch stanowiskach z maskami ochronnymi Mk 5 Mod. 1. Umieszczone były na pokładzie dziobowym i rufowym. Działa te były demontowane z niszczycieli typu C budowanych podczas II wojny światowej, a jedynie zostały zmodernizowane przez dodanie napędów zdalnego sterowania, lecz zachowały ręczne ładowanie amunicji. Miały lufy o długości 45 kalibrów (L/45). Donośność wynosiła 17 km, a strzelały pociskami o masie 25 kg. Szybkostrzelność sięgała 14 strz./minutę. Kąt podniesienia 55° zapewniał ograniczone możliwości zwalczania samolotów. Zapas amunicji wynosił 400 nabojów. Na masce dziobowej armaty zamontowano po bokach dwie trzyprowadnicowe wyrzutnie rakiet oświetlających kalibru 51 mm.
Uzbrojenie przeciwlotnicze początkowo stanowiły dwa pojedyncze działka przeciwlotnicze 40 mm Bofors na podstawach Mk 7, montowane po obu stronach masztu. Podczas modernizacji w latach 70. zamieniono je na dwie poczwórne wyrzutnie pocisków przeciwlotniczych bliskiego zasięgu Sea Cat. Zapas pocisków wynosił 32 sztuki. Ich zasięg wynosił 5 km. Kierowane były za pomocą dalocelowników GWS-21 sprzężonych z radarem, umieszczonych po bokach drugiego komina. Uzbrojenie to uzupełniały dwa automatyczne działka 20 mm Oerlikon, ustawione po bokach pomostu bojowego. W służbie indonezyjskiej dodano dwa karabiny maszynowe kalibru 12,7 mm. Pod koniec lat 90. przestarzałe wyrzutnie pocisków Sea Cat były zamieniane na indonezyjskich fregatach na wyrzutnie Matra Simbad pocisków bardzo krótkiego zasięgu samonaprowadzających się termicznie Mistral (zasięg do 4 km).
Do zwalczania okrętów podwodnych służył trzylufowy miotacz bomb głębinowych Mk 10 Limbo kalibru 305 mm, z zapasem 60 bomb. Miał on zasięg 1000 m i strzelał pociskami o głowicy masie 92 kg
Okręt przenosił jeden lekki śmigłowiec przeciwpodwodny Westland Wasp, na lądowisku na nadbudówce rufowej. Mógł on być hangarowany w nadbudówce po sprowadzeniu na dół windą, która stanowiła część lądowiska. Śmigłowiec przenosił dwie lekkie torpedy do zwalczania okrętów podwodnych Mk 44 lub Mk 46. W Indonezji używany był też nieuzbrojony lekki śmigłowiec zwiadowczy NBO 105C.

### Wyposażenie
Wyposażenie radiolokacyjne stanowiły radary:
- typu 965 – dozoru powietrznego z anteną AKE-1 na maszcie[2]
- typu 993 – dozoru nawodnego i wykrywania celów niskolecących[13], na platformie na nadbudówce przed masztem[11]
- typu 978 – nawigacyjny[2]
- typu 903 – kierowania ogniem, zintegrowany z dalocelownikiem MRS-3, umieszczony na dachu pomostu bojowego[2] [11]
- typu 262 – kierowania ogniem pocisków Sea Cat[b]

Okręty tego typu miały trzy stałe sonary z antenami w dwóch opływkach pod kadłubem:
- Graseby typ 177 – do poszukiwania celów, częstotliwość 6,75 lub 9 kHz, zasięg maksymalny 7 do 14,6 km (w praktyce potwierdzony 4,1 km)[9]
- Graseby typ 170B – do wypracowywania danych dla strzelania systemu Limbo, częstotliwość 15 kHz[2]
- Kelvin Hughes(inne języki) typ 162 – do wykrywania obiektów na dnie, częstotliwość 50 kHz[2]

„Gurkha” oraz „Ashanti” były jedynymi okrętami typu Tribal wyposażonymi ponadto w sonar typu 199 z anteną holowaną o zmiennej głębokości zanurzenia, zamontowany w 1969 roku. Przed sprzedażą Indonezji sonar ten został zdemontowany.
Podczas modernizacji w latach 70. zamontowano dwie ośmioprowadnicowe wyrzutnie celów pozornych Knebworth Corvus kalibru 76 mm. Okręt otrzymał też w toku służby urządzenia do wykrywania opromieniowania przez radar.

## Służba

### Wielka Brytania
W 1976 roku „Gurkha” brał udział w konfrontacji z Islandią na tle wymuszania dostępu dla brytyjskich rybaków do łowisk (wojnach dorszowych), aż czterokrotnie wchodząc w kolizje z islandzkim okrętem Straży Wybrzeża „Óðinn” 6 maja i trzykrotnie 7 maja.
Pod koniec 1979 roku okręt został wraz z innymi tego typu wycofany do rezerwy i miał być skreślony z listy floty, lecz został przywrócony do czynnej służby w związku z wybuchem wojny o Falklandy. Do służby powrócił po remoncie 24 lipca 1982 roku, a w 1983 roku został przebazowany do Gibraltaru w charakterze okrętu strażniczego. 30 marca 1984 roku okręt został sprzedany Indonezji, wraz z dwiema innymi fregatami tego typu („Tartar” i „Zulu”).

### Indonezja
Po remoncie, banderę Indonezji okręt podniósł 21 października 1985 roku. Według innych źródeł, został wcielony do służby 16 października 1985 roku. Otrzymał imię „Wilhelmus Zakarias Yohannes” i numer burtowy 332, na cześć indonezyjskiego radiologa (1895–1952). Został wycofany ze służby w 2000 roku.